# رينانت جاميلي
رينانت جاميلي مواليد 21 ديسمبر 1972 في الفلبين، هو ملاكم فلبيني محترف يصنف ضمن فئة وزن الريشة.

## إحصائيات
خاض خلال مسيرته 51 نزالا، فاز في 43 ولم يتعادل وخسر في 8. فاز بالضربة القاضية في 33 نزالا.

## روابط خارجية
- رينانت جاميلي على موقع بوكس ريك (الإنجليزية) (registration required)